# Pravljica
Pravljica je ena izmed domišljijskih pripovednih zvrsti ljudskega slovstva, ki s  svojimi zapleti in razpleti pogosto odseva življenje in mišljenje ljudi tako danes kot v davni preteklosti. V pravljicah velikokrat nastopajo škratje, velikani, čarovnice in vile, saj gre za pripoved, ki s pravljičnimi liki, bralcu ali poslušalcu ustvari lastni pravljični svet. Pravljice se ločijo od legend, verskih mitov in ljudskih pripovedk, predvsem po prikazovanju pravljičnih subjektov z izrazitim karakternim kontrastom ter časovno oziroma krajevno nedoločnostjo. Ohranjajo se v ustni in pisni obliki in čeprav so danes namenjene predvsem otrokom, so bile do 18. stoletja v zabavo skoraj izključno odraslim poslušalcem.

## Zgodovina pravljice
Pravljice so prava bogata in neizčrpna zakladnica ljudske iznajdljivosti in duhovitosti. Po nastanku in izvoru so ena najstarejših oblik besedne umetnosti. Zanimivo je dejstvo, da najdemo zgodbe, ki so podobne pravljici Lepotica in zver, že v antičnih časih pri Grkih pa tudi v Indiji, pravljico Janko in Metka pa so odkrili tudi na Karibih. Mogoče je presenetljivo, da je Pepelka stara nekaj tisočletij in obstaja v tisočih različicah po vsem svetu.
Pravljice so se širile z ustnim izročilom, zato je tudi razumljivo, da so se ves čas spreminjale. To je bilo odvisno od razmer, v katerih so nastajale, in tudi od zapisovalca, ki si je lahko ob tem privoščil svojo umetniško svobodo.
Najstarejše zapisane pravljice izhajajo iz Egipta in Indije. Najstarejša indijska zbirka pravljic se imenuje Pančatantra ali Peteroknjižje, saj obsega pet knjig. Velja za učbenik politične modrosti, saj pesniško podaja umetnost vladanja, prav tako pa tudi splošnega razumevanja sveta in življenja. Naslednje zelo stare so  arabske pravljice Tisoč in ena noč, ki so prišle v Evropo šele v 18. stoletju po zaslugi Francoza Gallada.
Leta 1550 je v Benetkah izšla zbirka pripovedi z naslovom Prijetne noči, ki jih je pisec, Giovan Francesco Straparola, povečini povzel iz ljudskega izročila. Leta 1634 pride v Neaplju do objave zbirke pravljic Giambattista Basileja z naslovom Pentameron. V zbirki se moč ljudskih pripovedi na očarljiv način združuje z igrivostjo baročnega pisca, ki je tekste bogato okrasil ter jih zabelil z ironijo im humorjem. Stoletje zaključi Charles Perrault z zbirko osmih najbolj znanih ljudskih pravljic - Pravljice mame Goske. On je tudi prvi zapisal Rdečo kapico, Pepelko in Trnuljčico.
V 18. stoletju so ljudske pravljice postale prava moda. Poleg fantastičnih vilinskih zgodb, ki so jih vneto ustvarjale domiselne dame francoskega dvora, je novo modo močno vzpodbudila zbirka Tisoč in ena noč.
V 19. stoletju so pravljice doživele pravo zmagoslavje. Odločilno besedo so imeli tokrat nemški predstavniki. Brata Jakob in Wilhelm Grimm sta s svojo zbirko Kinder- und Hausmarchen, ki je izšla leta 1812, dvignila pravljice v območje literature in obenem v predmet znanosti. Njuno zanimanje za pravljice je bilo usmerjeno v dve smeri, in sicer v zbiranje, raziskovanje in objavljanje ljudksega izročila, hkrati pa sta tudi razmišljala o njihovi naravi, izvoru, bistvu in funkciji. Zgled in uspeh bratov Grimm je vzpodbudilo živahno zbirateljsko dejavnost širom Evrope.

## Pravljica na Slovenskem
Prvi zapisani sledovi naše ljudske prozne ustvarjalnosti segajo v 10. stoletje. Več pričevanj o njej je ohranila upodobljajoča umetnost, predvsem freske po cerkvah. Primož Trubar je prvi poimenoval različne zvrsti ljudske proze s perpuvidami, istorijami, zgodenami, eksemplani, perlihami in basnimi. Veliko pripovednega blaga je zbral in zapisal tudi Janez Vajkard Valvasor v Slavi vojvodine Kranjske, nekaj zgodb pa nam je ohranil v svojih pridigah Janez Svetokriški.
Šele romantika je sprožila večjo dejavnost na tem področju, vendar je bilo navdušenje nad ljudsko prozo vseskozi v senci navdušenja nad ljudskim pesništvom. Prozo so zbirali Vraz, Korytko in Ravnikar. Matevž Ravnikar je prvi slovenski zbiralec pravljic in pripovedk. Leta 1843 je objavil v zagrebški Danici zgodbo o spokorjenem grešniku Bajzisu iz okolice Ribnice na Kranjskem.
V 19. stoletju so mladi zbiralci Majar-Ziljski, Valjavec, Trdina prinesli spremembe. Zbiranje narodnega blaga se je močno razmahnilo, čeprav neredno in brez trajnih načrtnih pobud, v objavljanju pa je sodeloval tako rekoč ves slovenski tisk, od Novic, Slovenije, Ljubljanskega časnika in Slovenske bčele do Slovenskega glasnika, Zore, Kresa, Ljubljanskega zvona, Doma in sveta in Mladike. Rezultat zbiranja ljudske proze je bilo nekaj splošnoslovensko zasnovanih zbirk ljudske proze in lepo število pokrajinskih, ki so zajele skoraj vse slovenske pokrajine. Veliko gradiva pa ostaja še neuporabljenega v Arhivu slovenskih ljudskih pripovedi ZRC SAZU na Inštitutu za slovensko narodopisje v Ljubljani.
V 20. stoletju je zaradi potreb po novem premiku naše nacionalne identitete in slovenskega nacionalnega preroda spet bolj na široko oživel interes za zbiranje ljudskega blaga; predvsem po zaslugi nekaterih posameznikov, ki so navdušili šolarje za zbiranje zgodb iz svojega okolja. To delo je dalo že kmalu prve rezultate, in sicer zbirko ljudskih pripovedi z naslovom Javorov hudič, ki jo je po zapisih otrok s Cola zbral in uredil pesnik in učitelj Franc Černigoj. Na območju Istre je to nalogo opravljal učitelj in pisatelj Marjan Tomšič. Tudi pri svojem umetniškem ustvarjanju se je opiral na ljudsko izročilo in nam v vrsti svojih knjig Olive in sol, Šavrinke, Kažun ohranjal slikovito in splošno kulturno zavest doslej neznane izseke iz naše ljudske polpreteklosti.
Na teoretičnem področju pa so se s pravljicami oz se še ukvarjajo Monika Kropej, Barbara Ivančič-Kutina, Milena Mileva Blažič itd..  Ivana Grafenauerja je kot raziskovalca folklore pritegnilo predvsem ljudsko pesništvo. Podrobno je raziskal le sklop pripovedk o kralju Matjažu, zgodbe o zmaju iz petelinjega jajca ter šišensko in mengleško bajko o stvarjenju sveta in prvega človeka. Podobno usmerjen je bil tudi etnolog Milko Matičev, ki se je osredotočil predvsem na Rezijo in postal prvi zastopnik biologije pravljic na Slovenskem. Rezultat tega so bile znane živalske pravljice Zverinice iz Rezije. Zelo znana je tudi knjiga Zlata ptica, zbirka pravljic in pripovedk z vsega sveta, ki jih je zbrala in uredila Kristina Brenkova.
Vsak narod vnaša v svoje pravljice tudi svoje junake in simbole, ki so zanj značilni. V slovenskih pravljicah tako prevladujejo: palčki, vile, zlata jabolka, steklene gore, kače, povodni mož itd. Pomembno vlogo v slovenskih pravljicah imajo tudi kraji dogajanja, ki ustvarijo napeto, včasih tudi grozljivo in strašljivo ozračje (samotne hišice sredi gozda, skrivnostno zakleti stari gradovi, samotna pokopališča s polnočnimi strahovi, stari in zapuščeni mlini).

## Klasifikacija pravljic
Najbolj običajna je delitev na pravljice s čudežno vsebino, na realistične pravljice in na živalske pravljice (po predlogu Vsevoloda Fjodoroviča Millerja). V čudežnih pravljicah poganjajo dejanje čarovniški pripomočki in nenavadne moči, ki rešujejo junaka in ga vodijo k uspehu. V njih je zabrisana razlika med mogočim in nemogočim. V realističnih pravljicah imajo pomembno vlogo junakova iznajdljivost, pridnost, zvitost, v stiskah si zna človek pomagati tudi sam. Živalske pravljice pa na posreden način odkrivajo človeške lastnosti, ki so spretno prilagojene živalim in njihovim posebnostim. Junaki teh pravljic so jež, lisica, volk, medved, zajec itd. Prehod od pravljic k povedkam so basni. V primerjavi z živalskimi pravljicami so basni krajše živalske zgodbice, ki se končajo s poučno poanto.
Wilhelm Wundt je predlagal naslednjo delitev:
- mitološke pravljice-basni,
- čiste čudežne pravljice,
- biološke pravljice in basni,
- čiste živalske basni,
- pravljice "o izvoru",
- šaljive pravljice in basni,
- moralne basni.

Obravnavane klasifikacije zadevajo razporeditev pravljice po kategorijah. Poleg te delitve pa obstaja tudi delitev glede na sižeje. Za pravljice je značilna neka posebnost, in sicer da sestavine ene pravljice lahko brez slehernih sprememb prenesemo v drugo pravljico.

### Aarne-Thompsonov klasifikacijski sistem
Aarne Antti je eden od ustanoviteljev tako imenovane finske šole, ki s svojimi deli pomeni vrhunec preučevanja pravljic oz. ljudske pripovedi v našem času. Metode te šole so zahtevale popis sižejev, katerega se je lotil Aarne. Seznam je prešel v mednarodno rabo in je veliko pripomogel k preučevanju pravljic. Njegov seznam, ki je izšel leta 1910, je omogočil kodiranje pravljic. Sižeje je poimenoval tipi in vsak tip oštevilčil. Ameriški folklorist Stith Thompson je prevedel Aarnejev sistem motivov leta 1928 in s tem razširil uporabo le-tega. Poleg tega se je leta 1961 oblikoval številski sistem AT (Aarne-Thompsonov sistem)  Aarne–Thompson classification system, ki se uporablja še danes.

### Temeljne kategorije

#### Živalske pravljice
1.1.1 Divje živali
1.1.2 Domače živali

#### Pravljice
1.2.1 Nadnaravni nasprotniki
1.2.2 Nadnaravni ali začarani sorodniki
1.2.3 Nadnaravne naloge
1.2.4 Nadnaravni pomočniki
1.2.5 Magične predpostavke
1.2.6 Nadnaravna moč ali znanje

#### Verske pravljice
1.3.1 Nagrade in kazni Boga 750-779
1.3.2 Hudič

#### Realistične pravljice
1.4.1 Moški se poroči s princeso
1.4.2 Ženska se poroči s princem
1.4.3 Roparji in morilci

#### Zgodbe o velikanih in hudiču
1.5.1 Dela pogodbe
1.5.2 Partnerstvo med moškim in velikanom
1.5.3 Temovanje med moškim in velikanom

#### Anekdote in šale
1.6.1 Zgodbe o bedakih
1.6.2 Zgodbe o poročenih parih
1.6.3 Zgodbe o ženskah
1.6.4 Zgodbe o moških
1.6.6 Šale o duhovnikih in verskih likih

#### Ostale pravljice
1.7.1 Skupne zgodbe
1.7.2 Zgodbe o ulovu
Vladimir Propp je ruski raziskovalec, ki se je preučevanja pravljice lotil z oblikovne plati. Njegovo razmišljanje se je omejilo le na eno skupino, na pravljice v pravem ali ožjem pomenu besede. Po njegovi analizi niti siže niti motiv ne določata specifične strukturalne enotnosti pravljic; naj se posamezni motivi ali sižeji še tako pogosto pojavljajo, so kljub vsemu le spremenljive količine. Povezava in razporeditev motivov znotraj sižeja je odvisna od strukture, ki je za pravljice tipična in stalna. Ti konstantni elementi pravljic so funkcije delujočih oseb, njihovo število je omejeno in njihov vrstni red zmeraj isti. Konstante dobimo, če se vprašamo, kaj pravljična oseba dela, medtem ko se odgovori na vprašanje, kdo in kako dela, spreminja od primera do primera.
Za ilustracijo nam lahko služi sledeči primer: v pravljici junak nepričakovano sreča nekoga, ki mu odločilno pomaga do cilja. Ti pomočniki so dostikrat osebe s skrivnostno naravo (starke, starci, ki se na čudežen način pojavljajo in izginjajo). Včasih so pomočnice vile, čarovnice ali pa celo velikan. Pogosti pomočniki so živali, ki junaku pomagajo premagovati pot, poiskati zaželen predmet. Lahko pa nalogo pomočnika opravlja tudi predmet. V izmišljanju najrazličnejših oblik so pravljice neutrudne, funkcija pomočnika je stalna in se ponavlja kot neke vrste zakon.
Takih temeljnih funkcij ni več kot 31. Vsako funkcijo v pravljici je potrebno gledati z vidika celote.
Leta 1928 je izšla Proppova Morfologija.   Kritiki so mu očitali formalizem, pomanjkanje posluha za zgodovino ter mu zamerili nepartijnost in neangažiranost. Njegovo delo so ocenili kot politično neprimerno, če ne celo sumljivo, zato je ostalo tako rekoč neznano do leta 1958, ko je izšlo v angleškem prevodu. Strukturalizem, ki je bil prav tedaj na svojem zmagovitem pohodu, je vzel Proppa za svojega. Tekst, ki je prišel v angleščino po tridesetih letih, je bil sprejet kot odkritje, kot vzor za strukturalno analizo na področju folkloristike.

## Pripovedka in pravljica
Pripovedka je ena izmed zvrsti ljudske proze, ki jo najpogosteje zamenjujemo s pravljico. Pripovedke govorijo o nenavadnih osebah in dogodkih, verjamejo v resničnost povedanega, njihovo oblikovanje je individualizirano in realistično. Osebe imajo lastna imena, navajajo se čas in kraj, razne krajevne posebnosti v navadah, običajih, hrani, obleki itd. Prikazujejo svet, v katerega vdirajo od onstran skrivnostne, demonične sile, ki človeka presenečajo, vznemirajajo, ga navdajajo z grozo, mu pretijo z uničenjem. Človek je razumeljen kot tragično in minljivo, demon kot večno in nadmočno bitje. Dogajanje je doživeto globoko, a je duhovno neobvladno, kar se odraža v tem, da se prepad med tostranstvom in onostranstvom ne da premagati. Odprte so formalno, saj velikokrat sploh ne gre za zaključeno zgodbo, ampak zgolj za poročilo o nenavadnem, vznemirljivem.
Pravljica ima svojo posebnost, in sicer svobodnost. Pravljica ni zadolžena stvarnosti kot pripovedka. Pravljica suvereno ignorira individulanost (njeni junaki po navadi nimajo niti lastnih imen), prostor (pomemben je le shematični prostor), čas (tristo let mine kot en dan), njegovo minevanje. Pravljični junaki se nenehno srečujejo s čudežnim in demonskim, vendar ju jemljejo samoumevno, brez presenečenja ali strahu; onostransko brez napetosti stoji poleg tostranskosti in izgine takoj, ko je svojo vlogo opravilo. V pravljičnem svetu človek zmeraj zmaga nad demonskim, kjer je vse na pravem mestu in ob pravem času. Pri pripovedkah smo omenili, da konci velikokrat sploh niso dorečeni, kar pa ni značilno za pravljico, kjer ne ostane nič nedoločenega, skrivnostnega, negotovega.

## Mitin pravljica
V večini kultur ni jasne meje med mitom na eni in ljudsko pripovedko ali pravljico na drugi strani; obe strani skupaj tvorita ljudsko slovstvo predpismenih družb. Nordijski jeziki za oboje uporabljajo en sam izraz, in sicer saga. Nemščina je besedo saga obdržala za mite, pravljica pa se imenuje Märchen. V angleškem (fairy tale) in francoskem jeziku (contee de fées) pa izraza za pravljico poudarjata vlogo vil.
Miti in pravljice imajo veliko skupnega. V mitih je junak neke kulture za razliko od pravljice poslušalcu predstvaljen kot lik, ki naj bi ga, kolikor je mogoče, posnemal v lastnem življenju.
Mit lahko enako kot pravljica v simbolični obliki izraža notranji konflikt in svetuje, kako je mogoče rešiti, vendar to ni nujno njegov poglavitni namen. Mit predstavlja svojo temo na vzvišen način, kjer naletimo na duhovno moč. Božanstvo je navzoče in doživeto v podobi nadčloveških junakov, ki so nenehen izziv navadnim smrtnikom.
Osebe in dogodki v pravljicah ravno tako utelešujejo in ponazarjajo notranje konflikte, pri tem pa svetujejo, kako je mogoče te konflikte rešiti in kateri so naslednji koraki proti višji človeškosti. Miti predstavljajo idealno osebnost, ki sledi zahtevam nadjaza, medtem ko pravljice slikajo integracijo jaza, ki omogoča ustrezno zadovoljevanje želja onega. Pravljice se pripoveduje na preprost, vsakdanji način. Od poslušalcev ničesar ne terjajo, ampak opogumljajo, budijo upanje v prihodnost in obljubljajo srečen konec. Ravno iz tega vidika jo je Lewis Carroll imenoval dar ljubezni - poimenovanje, ki bi ga težko uporabili za mit.